# Jean-Louis Nicot
Pour les articles homonymes, voir Nicot.
 (novembre 2024).
Si vous disposez d'ouvrages ou d'articles de référence ou si vous connaissez des sites web de qualité traitant du thème abordé ici, merci de compléter l'article en donnant les références utiles à sa vérifiabilité et en les liant à la section « Notes et références ».
Jean-Louis Nicot, né le 14 février 1911 à Paris et mort dans la même ville le 30 août 2004, est un général français, condamné pour complicité dans le putsch des généraux du 23 avril 1961 à Alger. 

## Biographie
Passé par l'École militaire de Saint-Cyr, promotion Joffre 1930-1932, il s'était orienté vers l'armée de l'air. Il participe à de nombreuses campagnes durant la 2e Guerre Mondiale, essentiellement dans l'aviation de bombardement. Il dirige en 1940 la 4e escadrille de la II/51 dans laquelle se trouve le futur général d'aviation et pilote d'essais Jacques Collombet. Après la campagne de France, le général  Nicot fut affecté en Afrique équatoriale, il s'illustra lors de la Campagne d'Allemagne.
Il fut également l'adjoint du général Challe à l'école de guerre aéronautique en 1953.
En 1949, il commande la base aérienne 122 Chartres-Champhol. Lors de la guerre d'Indochine, il commande la flotte aérienne de transport, notamment pendant la bataille de Dien-Bien-Phu.
Il continue de gravir les échelons jusqu'au grade de général de corps d'armée et à la fonction de major général (numéro deux) de l'armée de l'air, grade qu'il détenait et fonction qu'il occupait lorsque survint le putsch des généraux (23 avril 1961) dans lequel il fut impliqué, quoique de façon subalterne, pour avoir retardé la transmission de certains ordres du gouvernement et pour avoir aidé au transfert clandestin en Algérie des généraux Challe et Zeller , deux des principaux généraux putschistes.
Le général Nicot  fut traduit devant le Haut Tribunal militaire, devant lequel il déposa le 19 juin 1961. Il répondait du crime « d'intelligence avec les chefs d'un mouvement insurrectionnel ». Il fut condamné à douze ans de détention criminelle (l'accusation ayant réclamé une peine de vingt ans).
Il fut libéré en 1965. Il fut réintégré dans le cadre de réserve en novembre 1982, à la suite de l'adoption du projet de loi « relatif au règlement de certaines conséquences des événements d'Afrique du Nord » (visant à réhabiliter 800 officiers, 800 policiers et 400 administrateurs civils renvoyés de la fonction publique entre 1961 et 1963, sans compter les huit généraux putschistes chassés du cadre de réserve).
Le général Nicot avait totalisé 4 500 heures de vol durant sa carrière.

## Fonctions
- Commandant de la 4e Escadrille.

## Décorations
- Grand officier de la Légion d'honneur
- titulaire de dix citations, dont neuf à l'ordre de l'armée
- titulaire de la Distinguished Flying Cross britannique

## Écrits
- 1977  -   Les Allemands ont percé sur le front de la Somme, dans Icare no 86.